# Водранці
Водранці (словен. Vodranci) — поселення в общині Ормож, Подравський регіон‎, Словенія.